# ديس موينس (واشنطن)
ديس موينس (بالإنجليزية: Des Moines)‏ هي إحدى مدن ولاية واشنطن في الولايات المتحدة الأمريكية.

## التركيبة السكانية
حدّد مكتب تعداد الولايات المتحدة بيانات التركيبة السكانية لديس موينس في تعداد الولايات المتحدة. في ما يلي، التركيبة السكانية حسب تعدادي 2000 و2010.

### تعداد عام 2000
بلغ عدد سكان ديس موينس 29,267 نسمة بحسب تعداد عام 2000، وبلغ عدد الأسر 11,337 أسرة وعدد العائلات 7,291 عائلة مقيمة في المدينة. في حين سجلت الكثافة السكانية 1,525.1 نسمة لكل كيلومتر مربع (3,950.0/ميل2). وبلغ عدد الوحدات السكنية 11,777 وحدة بمتوسط كثافة قدره 613.7 لكل كيلومتر مربع (1,589.5/ميل2).
وتوزع التركيب العرقي للمدينة بنسبة 74.15% من البيض و7.20% من الأمريكيين الأفارقة و0.96% من الأمريكيين الأصليين و8.28% من الأمريكيين ذوي الأصول الآسيوية و1.34% من سكان جزر المحيط الهادئ و3.32% من الأعراق الأخرى و4.76% من عرقين مختلطين أو أكثر و6.61% من الهسبانيون أو اللاتينيون من أي عرق.
بلغ عدد الأسر 11,337 أسرة كانت نسبة 33.2% منها لديها أطفال تحت سن الثامنة عشر تعيش معهم، وبلغت نسبة الأزواج القاطنين مع بعضهم البعض 47.1% من أصل المجموع الكلي للأسر، ونسبة 12.2% من الأسر كان لديها معيلات من الإناث دون وجود شريك،  بينما كانت نسبة 4.9% من الأسر لديها معيلون من الذكور دون وجود شريكة وكانت نسبة 35.7% من غير العائلات. تألفت نسبة 27.8% من أصل جميع الأسر من عدة أفراد يعيشون في نفس المنزل ونسبة 6.9% كانت تتألف من شخص يعيش بمفرده يبلغ من العمر 65 عاماً أو أكثر. وبلغ متوسط حجم الأسرة المعيشية 2.47، أما متوسط حجم العائلات فبلغ 3.02.
بلغ العمر الوسطي للسكان 37.0 عاماً. وكانت نسبة 23.7% من القاطنين تحت سن الثامنة عشر، وكانت نسبة 8.3% بين الثامنة عشر والرابعة والعشرين عاماً، ونسبة 31% كانت واقعةً في الفئة العمرية ما بين الخامسة والعشرين والرابعة والأربعين عاماً، ونسبة 21.9% كانت ما بين الخامسة والأربعين والرابعة والستين، ونسبة 10.8% كانت ضمن فئة الخامسة والستين عاماً فما فوق. يوجد لكل 100 أنثى 96.3 ذكر، ويوجد لكل 100 أنثى في الثامنة عشر من عمرها فما فوق 93.7 ذكر.
بلغ متوسط دخل الأسرة في المدينة 48,971 دولارًا، أما متوسط دخل العائلة فبلغ 57,003 دولارًا. وكان متوسط دخل الذكور 40,007 دولارًا مقابل 30,553 دولارًا للإناث. وسجل دخل الفرد الخاص بالمدينة 24,127 دولارًا. وكانت نسبة 5.6% من العائلات ونسبة 7.6% من السكان تحت خط الفقر، وكان من هؤلاء نسبة 10.3% تحت سن الثامنة عشر ونسبة 2.8% في الخامسة والستين من العمر وما فوق.

### تعداد عام 2010
بلغ عدد سكان ديس موينس 29,673 نسمة بحسب تعداد عام 2010، وبلغ عدد الأسر 11,664 أسرة وعدد العائلات 7,249 عائلة مقيمة في المدينة. في حين سجلت الكثافة السكانية 1,546.3 نسمة لكل كيلومتر مربع (4,004.9/ميل2). وبلغ عدد الوحدات السكنية 12,588 وحدة بمتوسط كثافة قدره 656 لكل كيلومتر مربع (1,699.0/ميل2).
وتوزع التركيب العرقي للمدينة بنسبة 63.55% من البيض و9.08% من الأمريكيين الأفارقة و1.07% من الأمريكيين الأصليين و10.66% من الأمريكيين ذوي الأصول الآسيوية و2.41% من سكان جزر المحيط الهادئ و7.78% من الأعراق الأخرى و5.45% من عرقين مختلطين أو أكثر و15.17% من الهسبانيون أو اللاتينيون من أي عرق.
بلغ عدد الأسر 11,664 أسرة كانت نسبة 30.5% منها لديها أطفال تحت سن الثامنة عشر تعيش معهم، وبلغت نسبة الأزواج القاطنين مع بعضهم البعض 43.8% من أصل المجموع الكلي للأسر، ونسبة 12.8% من الأسر كان لديها معيلات من الإناث دون وجود شريك،  بينما كانت نسبة 5.5% من الأسر لديها معيلون من الذكور دون وجود شريكة وكانت نسبة 37.9% من غير العائلات. تألفت نسبة 30.1% من أصل جميع الأسر من عدة أفراد يعيشون في نفس المنزل ونسبة 10.6% كانت تتألف من شخص يعيش بمفرده يبلغ من العمر 65 عاماً أو أكثر. وبلغ متوسط حجم الأسرة المعيشية 2.49، أما متوسط حجم العائلات فبلغ 3.10.
بلغ العمر الوسطي للسكان 39.4 عاماً. وكانت نسبة 22.2% من القاطنين تحت سن الثامنة عشر، وكانت نسبة 8.6% بين الثامنة عشر والرابعة والعشرين عاماً، ونسبة 27% كانت واقعةً في الفئة العمرية ما بين الخامسة والعشرين والرابعة والأربعين عاماً، ونسبة 27.4% كانت ما بين الخامسة والأربعين والرابعة والستين، ونسبة 14.8% كانت ضمن فئة الخامسة والستين عاماً فما فوق. وتوزع التركيب الجنسي للسكان بنسبة 48.7% ذكور و51.3% إناث.